# Hannonville-sous-les-Côtes
 Hannonville-sous-les-Côtes  là một xã thuộc tỉnh Meuse trong vùng Grand Est đông nam nước Pháp. Xã này nằm ở khu vực có độ cao trung bình 241 mét trên mực nước biển.